# Жабляк
Вижте пояснителната страница за други значения на Жабляк.
Жабляк (на сръбски: Жабљак или Žabljak) е град в северната част на Черна гора.

## Население
Жабляк е административен център на едноименната община, чието население наброява 5785 души (2003), а в града живеят 1723 (2011) жители.
Изменение на населението на град Жабляк през годините:
- 3 март, 1981 – 1379
- 3 март, 1991 – 1853
- 1 ноември, 2003 – 1937

Етнически групи (1991):
- черногорци (91,07%)
- сърби (7,33%)

Етнически групи (2003):
- сърби (50,26%)
- черногорци (43,03%)

## Галерия
- Изглед към Жабляк